# Dekhne-Khalil
Dekhne-Khalil är en ort i Azerbajdzjan.   Den ligger i distriktet Ağdaş Rayonu, i den centrala delen av landet, 200 km väster om huvudstaden Baku. Dekhne-Khalil ligger 74 meter över havet och antalet invånare är 1 518.
Terrängen runt Dekhne-Khalil är platt åt sydväst, men åt nordost är den kuperad. Närmaste större samhälle är Ağdaş, 5,4 km sydväst om Dekhne-Khalil. 
Trakten runt Dekhne-Khalil består till största delen av jordbruksmark. Runt Dekhne-Khalil är det ganska tätbefolkat, med 90 invånare per kvadratkilometer.